# Elsy Jacobs

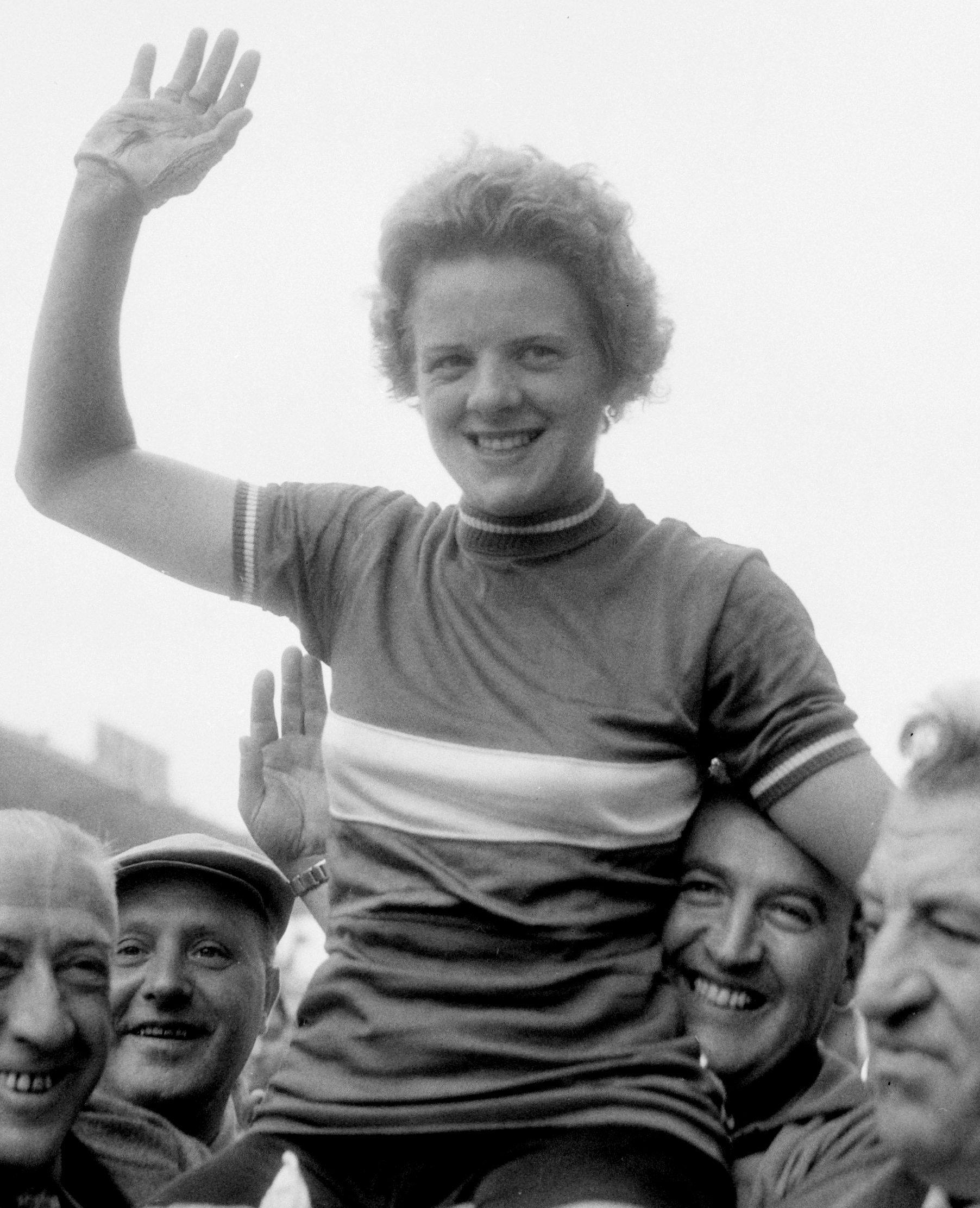
Elsy Jacobs in 1958

Elsy Jacobs (Garnich (Garnech), 4 maart 1933 – Guémené sur Scorff, 28 februari 1998) was een Luxemburgs wielrenster.
Ze was de jongste in een gezin van zeven kinderen. Samen met haar broers Roger, Edmond en Raymond legde ze zich al vroeg toe op wielrennen. In 1955 kreeg ze haar wielerlicentie. In 1958 werd ze de eerste wereldkampioene op de weg. In november 1958 verbeterde ze het werelduurrecord. Sinds september 1958 was dat in handen van de Britse Millie Robinson met 39,718 km. Elsy Jacobs reed 41,347 km. Haar record hield veertien jaar stand.
Van 1959 tot 1974 was ze nationaal kampioen van Luxemburg bij de vrouwen. Sinds 2008 wordt jaarlijks een internationale vrouwenwedstrijd verreden, de GP Elsy Jacobs, die naar haar is vernoemd.